# حسين الطباطبائي القمي
حسين بن محمود الطباطبائي القمي الملقب بـأغا (16 ديسمبر 1865 - 4 فبراير 1947) فقيه إيراني في القرن الرابع عشر هـ/العشرين م. ولد في قم ودرس بها المقدمات ثم في طهران وحضر على الميرزا محمّد حسن الأشتياني وفضل الله النوري في الفقه الجعفري وأُصوله. ثم سافر إلى سامراء فدرس عند محمد تقي الشيرازي، ثم في النجف 1893، ثم رجع إلى سامرّاء عام 1903، وبقي فيها عشر سنوات، ثمّ أرسله الشيرازي عام 1912 إلى مشهد للتدريس فيها، إلا أن مواقفه المعارضة في حادثة مسجد كوهرشاد في 1935 ثم الإسفار الإلزامي ومنع الحجاب في 1938 كان مضادًا لموقف حكومة بهلوية، اعتُقل ونفي - أو هاجر - إلى العراق، فسكن كربلاء. تفرّد بالمرجعية لفترة قصيرة وذلك بعد وفاة أبو الحسن الأصفهاني. توفي في بغداد مريضاً ونقل إلى النجف ودفن في العتبة العلوية. له عدة مؤلفات في الأصول الفقه الجعفري وفي موضوعات أخرى.

## سيرته
ولد حسين بن محمود بن محمد بن علي الطباطبائي القمي ولد في قم في 28 رجب 1282 هـ/16 ديسمبر 1865 م ونشأ بها. قرأ المقدّمات الشرعية والسطوح من عدة أساتذة بها، وفي سنة 1306 سافر إلی طهران وتلمذ بها في الحكمة والعرفان على السيّد أبي الحسن جلوة وعلي النوري والميرزا حسن الكرمنشاهي وغيرهم، وفي الفقه وأُصوله على الميرزا محمّد حسن الأشتياني وفضل الله النوري.

وفي سنة 1311 هـ/ 1893 م هاجر إلى النجف وأدرك بحث حبيب الله الرشتي، وحضر على علي النهاوندي ومحمّد كاظم الخراساني ومحمّد كاظم اليزدي حتى تخرج عليهم ونال درجة عالية من العلم. وفي سنة 1321 هـ/ 1903 م هاجر إلى سامراء وحضر بها على محمد تقي الشيرازي عشر سنين.

ثم هاجر إلى مشهد واشتغل بالتدريس وإمامة الجماعة، ونشر الأحكام الشرعية. ثم هاجر - أو نفي - إلى كربلاء وسكنها فكانت له بها مرجعية لفترة قصيرة بعد وفاة أبو الحسن الأصفهاني. من تلامذته حسن الموسوي البجنوردي، علي واعظ الخياباني، محمد الكوهستاني، مصطفى الصفائي الخونساري.

توفي في بغداد مريضاً 14 ربيع الأوّل سنة 1366 هـ/4 فبراير 1947 م ونقل إلى النجف ودفن في العتبة العلوية بالصحن الشريف بحجرة رقم 22.

## مؤلفاته
له مؤلفات كلّها فقهية مطبوعة:
- الذخيرة الباقية
- ذخيرة العباد
- طريق النجاة
- مجمع المسائل
- مختصر الأحكام
- مناسك الحجّ
- منتخب الأحكام
- هداية الأنام

## وصلات خارجية
- صوره في الموقع وارثون